# Idotea fewkesi
Idotea fewkesi är en kräftdjursart som beskrevs av Richardson 1905. Idotea fewkesi ingår i släktet Idotea och familjen tånglöss. Inga underarter finns listade i Catalogue of Life.